# Marques Batista de Abreu
Marques Batista de Abreu (nacido el 12 de febrero de 1973) es un exfutbolista brasileño que se desempeñaba como delantero.
Marques jugó 13 veces y marcó 4 goles para la selección de fútbol de Brasil entre 1994 y 2002.

## Trayectoria

### Clubes
| Club                 | País   | Año         |
| -------------------- | ------ | ----------- |
| Corinthians Paulista | Brasil | 1993 - 1995 |
| Flamengo             | Brasil | 1996        |
| São Paulo            | Brasil | 1997        |
| Atlético Mineiro     | Brasil | 1997 - 2002 |
| Vasco da Gama        | Brasil | 2003        |
| Nagoya Grampus Eight | Japón  | 2003 - 2005 |
| Atlético Mineiro     | Brasil | 2005        |
| Yokohama F. Marinos  | Japón  | 2006 - 2007 |
| Atlético Mineiro     | Brasil | 2008 - 2010 |

### Selección nacional
| Selección | País   | Año         |
| --------- | ------ | ----------- |
| Absoluta  | Brasil | 1994 - 2002 |

## Estadística de equipo nacional
| Selección de fútbol de Brasil | Selección de fútbol de Brasil | Selección de fútbol de Brasil |
| Año                           | Part.                         | Goles                         |
| ----------------------------- | ----------------------------- | ----------------------------- |
| 1994                          | 1                             | 0                             |
| 1995                          | 1                             | 1                             |
| 1996                          | 2                             | 2                             |
| 1997                          | 0                             | 0                             |
| 1998                          | 0                             | 0                             |
| 1999                          | 0                             | 0                             |
| 2000                          | 6                             | 1                             |
| 2001                          | 0                             | 0                             |
| 2002                          | 3                             | 0                             |
| Total                         | 13                            | 4                             |